# فرانك مورتون
فرانك مورتون (بالإنجليزية: Frank Morton)‏ هو صحفي أسترالي، ولد في 12 مايو 1869، وتوفي في 15 ديسمبر 1923.